# بانكوري اواشتي
بانكوري اواشتي (بالإنجليزية Pankhuri Awasthy ) هي ممثلة هندية ولدت في عام 1991 في لكناو بالهند
درست في بوبلز الهندية لمدة اربع سنوات تخرجت من الكلية الهندوسية. حصلت على وظيفة مع شركة مقرها في بنغالور.وكانت جزءا من مجتمع الدراما وقامت بالكثير من المسرحيات.
أول فيلم شاركت به كان فيلم رامايا فاستافي ثم قامت ببطولة مسلسل سلطانة راضية الذي حصل على نسبة مشاهدة عالية في الهند وفي الوطن العربي تدور قصة هذا المسلسل عن قصة حاكمة دلهي رضية سلطانة، اخر اعمالها كان مسلسل ما ذنب املا عرض في 2017،في عام 2018 تزوجت من الممثل الهندي جوتام رودي بطل مسلسل السحر الاسمر